# Сементовський-Курило Микола Митрофанович
Микола Митрофанович Сементовський-Курило (нім. Nikolaus von Sementowsky-Kurilo; 28 серпня 1901, недалеко від Полтави, Полтавська губернія — 1 грудня 1979, Хайдельберг, Німеччина) — російсько-український, італійський, німецький письменник, журналіст, редактор і астролог.
У Західній Європі Микола Сементовський-Курило вважається одним з найбільш освічених людей XX століття.
Літературна діяльність Сементовського-Курило велася російською, німецькою, французькою, італійською мовами з різних тематик: лірика, романи, рецензії, есе і політико-культурна.
Його численні книги були видані в Німеччині, Бельгії, Іспанії, Італії та Швейцарії.

## Біографія
Микола Сементовський-Курило походив зі старовинного дворянського роду Сементовських-Курило, з якого вийшли дипломати, митці, науковці та державні службовці. Його мати — німецького походження, російська німкеня. Батько — Сементовський-Курило Митрофан Костянтинович (1857 — не раніше 1917) — підполковник у відставці, петербурзький домовласник.
Його прадід, Сементовський-Курило Максим Пилипович, був лікарем у царський час. Його дід, Сементовський-Курило Костянтин Максимович, високопоставлений чиновник уряду й автор історичних праць.
Микола до 1917 року навчався в інституті (гуманістичному) в Санкт-Петербурзі (Ленінграді). У період російської революції, у сімнадцятилітньому віці, він був засуджений, йому загрожувала смерть, але дивом він залишився живий. 1920 року Микола змушений тікати з Росії до Німеччини через Естонію. У Берліні Сементовський-Курило продовжив освіту, вивчав в університеті політику, філософію, літературу та історію.
- 1929 рік — Сементовський-Курило редактор у редакції «Weltkreis-Verlag» («Всесвітнє коло-Видавництво») у Берліні.
- 1930—1931 роки — Сементовський-Курило редактор редакції Dammert-Verlag («З турботою-Видавництво») в Берліні.
- 1931—1932 роки — Сементовський-Курило професор у редакції Dreimaske-Verlag («Три маски-Видавництво»). У ці ж роки він заснував видавництво політичної газети-журналу Echo des Tages — «Відлуння дня», у якому був і редактором, і видавцем. Журнал «Відлуння дня» відрізнявся критичними статтями на адресу націонал-соціалізму, що тоді тільки-но зароджувався.
- 1933 року до влади в Німеччині прийшли нацисти, і Сементовський-Курило М., як автор критичних статей щодо націонал-соціалізму, був змушений залишити Німеччину через загрозу арешту.

Залишивши Німеччину, він відправився у вигнання до Франції, Італії, Іспанії і Швейцарії.
- 1936 року Сементовський-Курило був позбавлений німецького громадянства, яке після війни йому було відновлено.

У Барселоні та Швейцарії він проводив пресконференції і випустив дві книги в Швейцарії, які відразу ж були заборонені в Німеччині.
- 1941—1942 роках на запрошення уряду Італії Сементовський-Курило відправився в Модену, де читав лекції з німецької літератури в Університеті Модени і викладав.
- 1944 року гестапо заарештувала Сементовського-Курило і ув'язнила його до в'язниці Кастельфранко-Емілія в Болоньї, в одиночній камері. Йому пощастило, що союзники висадилися в Італії і звільнили його з полону.

Після закінчення війни Сементовський-Курило викладав у католицькому університеті Мілана і працював одночасно в Папському Григоріанському Університеті в Римі. За ряд робіт з історії Росії Сементовський-Курило отримав звання почесний професор.
- З 1953 до 1965 років Сементовський був доповідачем з питань політичних, культурних та економічних у багатьох національних та міжнародних журналах. Інтелектуальна і культурна історія Заходу, соціологія і психологія, особливо в історії Росії, відносяться до його улюблених тем. Тематика його робіт була пов'язана з культурної та інтелектуальної історією західної цивілізації, соціологією і психологією «залізної завіси» і культурною історією Росії.
- 1953—1958 роки — Сементовський-Курило постійний співробітник газети «Neue Zürcher Nachrichten[de]» (серед більш ніж 250 статей з питань світової політики), він одночасно працює кореспондентом Медіа-групи (Grupomediático) в Італії за тематикою політики, культури і економіки.
- 1959—1962 роки — Сементовський-Курило кореспондент Deutsche Zeitung[de] (німецькою мовою), Кельн, одночасно він працює співробітником у декількох газетах і журналах іспанською, французькою та італійською мовами, а також німецькою мовою у Швейцарії.

Окрім того, Сементовського-Курила відрізняла нескінченна і різноманітна діяльність як читача на трьох мовах: німецькою, італійською та французькою.
- 1961 рік — Сементовський-Курило член Президії Міжнародного клубу преси (журналістики) Риму в секції Мілана.
- 1962−1963 роках він заснував у Мілані асоціацію Союзу іноземних журналістів і стає її президентом. За свою довгу і постійну прихильність до німецької культури за кордоном Сементовський був призначений членом уряду Німеччини в асоціацію західнонімецьких журналістів у міжнародній федерації журналістів у Брюсселі.
- 1965 року Микола Сементовський-Курило переїхав з Італії до Німеччини в Гейдельберг, де і помер 1 грудня 1979 року. З його обличчя була зроблена посмертна маска.

## Нагороди
- 1963 р. Сементовського-Курило нагороджено німецьким орденом «Федеральний хрест за заслуги 1 класу» — «Bundesverdienstkreuz I.», цим орденом нагороджуються за особливі заслуги перед державою і населенням Федеративної Республіки Німеччини (це одна з найвищих німецьких нагород).
- 1964 р. Сементовський-Курило нагороджений Золотою медаллю міста Мілана.
- 1966 р. Сементовському-Курило присуджена Італійська Державна премія — Премія культури.

## Суспільно-літературна діяльність
Протягом багатьох років Сементовський-Курило провів багато конференцій у культурних організаціях, університетах, коледжах, дослідних спільнотах і перш за все в німецькій бібліотеці Гете-Інституті (Goethe Institut), у Мілані, в асоціації академічних католиків в Бонні, в суспільстві християнської культури у Франкфурті-на-Майні, в інституті по дослідженню характерологічних особливостей особистості в Мюнхені, в академічному домі у Цюріху і багато інші ….
Географія його виступів:
- у Німеччині: Бонн, Дортмунд, Ессен, Франкфурті-на-Майні, Гослар , Ґетінґені, Гамбург, Ганновер, Кассель, Мюнхен, Нюрнберг та ін;
- в Австрії: Брегенц, Фельдкірх, Інсбрук (нім. Innsbruck), і т. д.;
- в Швейцарії: Аскона, Базель, Санкт-Галлен, Цюрих, і т. д.,
- в Італії: Брешіа, Комо, Мілан, Мантуя, Модена (університет), Падуя, Парма (університет), Перуджа, Рим, Турин, і т. д.

## Астрологія
Астрологія — ще один напрямок, в якому Сементовський-Курило досяг успіху, він пішов по шляху поєднання астрології і психології. Під впливом своїх християнських етичних норм, він відразу зрозумів, що астрологія не тільки на шляху до науки, але і до релігії. Крім того, астрологія наближається до основних духовних істин, і, отже, він побачив, як і християнство, так і астрологія для людини має бути в ролі «доброго пастиря». Мета будь-якої консультації астролога має бути врегулювання конфлікту, тобто створення душевної рівноваги людини, його відновлення. На цьому психологічному тлі було своє розуміння астрології як науки.
Він був одним з перших, хто приніс разом з аналітичною психологією Карла Густава Юнга (Carl Gustav Jung) і астрологію. Він досяг ще в молодості думки про те, що астрологія є психологічною проєкцією оригінального досвіду.
В цьому дусі, були створені його роботи: перша ще 1946 року книга «Людина і зірки», особливої уваги заслуговує книга " Астрологія та психологія «.
1970 року Сементовський був названий „Людиною, що дістає зірки“ — „Der Mensch griff nach den Sternen“. Його книги з астрології сьогодні відоміші, ніж роботи з гуманітарного напрямку.
Серед його численних опублікованих робіт з астрології заслуговують особливої уваги:
- „Астрологія“ 1948 рік,
- „Астрологічні закони“ (нім. Astrologische Gesetze) 1950 рік,
- „Синтетичний аналіз гороскопу“ 1950 рік,
- „Астрологія та психологія“ 1960 рік,
- „Дзеркало долі — зірки“ 1966 рік.

Багато інших робіт з астрології з'явилися пізніше.

## Родина
- Прадід — Сементовський-Курило Максим Пилипович, полтавський дворянин, лікар.
- Дід — Сементовський Костянтин Максимович (1823—1902) — дійсний статський радник, виробник справ Комісії Прохань у канцелярії статс-секретаря Його Величності, письменник, історик, краєзнавець, етнограф.
- Батько — Сементовський-Курило Митрофан Костянтинович (1857 — …) — підполковник у відставці, петербурзький домовласник: „Північного готелю“ на Невському проспекті, ресторану „Донон“.
- Брат — Сементовський-Курило Костянтин Митрофанович, емігрував до Німеччини, жив у Франкфурті, де зробив блискучу кар'єру в банківській справі.
- Микола Митрофанович ніколи не був одружений.